# اقتصاد بریتانیا
اقتصاد بریتانیا، پنجمین اقتصاد دنیا (و دومین در اتحادیه اروپا) و همچنین دهمین کشور (و سومین در اتحادیه اروپا) در تولید ناخالصی با حدود ۳ تریلیون دلار در سال ۲۰۱۴ می‌باشد. بریتانیا در گروه هشت در سه سال پیاپی، سریعترین رشد اقتصادی را به خود اختصاص داده‌است.

## بخش مسکن
کشور بریتانیا به داشتن خانه‌های کوچک مشهور است، در بریتانیا دولت خانه‌های ۳۷ مترمربع را مجاز می‌داند. در حال حاضر بریتانیا کوچکترین میانگین در مساحت خانه‌های تازه‌ساز را دارد. به قسمی که «میانگین» خنه‌های تازه‌ساز در بریتانیا ۷۶ مترمربع می‌باشد. در شهر یورکشایر انگلستان میانگین خانه‌های تازه‌ساز تنها «۲۵ مترمربع» می‌باشد؛ و این شهر با این میانگین دارای کوچکترین خانه‌ها در انگلستان نیز هست؛ و این عدد میانگین متراژ خانه‌ها است بدین معنی که نیمی از خانه‌های نوساز در یورک‌شایر انگلستان حتی کمتر از ۲۵ مترمربع مساحت را دارا هستند. به تازگی در شهر لندن، دولت به منظور تغییر در این وضعیت حداقل متراژ مورد قبول به اندازهٔ یک متر افزایش داده و حداقل متراژ مورد قبول را به حدود ۳۸ مترمربع رساند. گفته می‌شود تقاضا برای خانه‌های کوچکتر در انگلستان فراوانی زیادی دارد. برخی سازندگان ایده‌هایی برای ایجاد خانه‌های ۱۵ مترمربعی دارند. بسیاری سازندگان بریتانیایی نسبت به تأیین حداقل مساحت ایراد دارند و مخالف تعیین حداقل‌ها هستند و معتقدند این تأیین حداقل مساحت مورد قبول از طرف دولت، دست خریداران را در انتخاب و ساخت خانه‌ها محدود می‌کند.
یکی از ویژگی‌ها در رابطه با وضعیتِ اقتصاد و تأثیر آن بر بازار مسکن در بریتانیا، پایین‌تر بودن نرخ اقساط برای خرید یک خانه، در مقایسه با نرخ اجارهٔ آن است. تقریباً در تمامی شهرهای بریتانیا خرید خانه برای مردم به صرفه تر از اجارهٔ خانه است. در اقتصادِ بریتانیا شرایط خانه‌دار شدن مردمِ بدون منزل، که برای اولین بار اقدام به خرید خانه برای خود می‌نمایند، ساده است چراکه اقساط خرید مسکن در اقتصاد بریتانیا کمتر از نرخ میزان اجاره است، بدین قسم که در سال‌های اخیر به دلیل کاهش قدرت خریدِ عموم مردمِ انگلستان، توان پرداخت مبلغ اولیهٔ خرید مسکن از سوی بسیاری از آن‌ها وجود ندارد؛ از این رو بخش بیشتری از مردم انگلستان بالجبار به سمت اجارهٔ خانه برای زندگی کشیده‌می‌شوند؛ و در نتیجه در تقریباً تمامی شهرهای بریتانیا، میزان اقساطِ ماهانه وام خرید مسکن به‌طور میانگین کمتر از میزان اجارهٔ پرداختی برای «همان واحد مسکونی» می‌شود. این باعث می‌شود که حتی بسیاری از کسانی که از خود خانه ندارند، بیشتر برای خرید مسکن انگیزه پیدا کنند. به‌طور مثال در گزارشی در آذر ۱۳۹۶، بیان شد اگر اقساط ماهانه وام خرید یک واحد مسکونیِ به‌طور مثال دو خوابه به‌طور میانگین، تقریباً برابرِ ۵۶۴ پوند انگلستان باشد، نرخ اجارهٔ همین خانه در ماه چیزی برابر با ۷۰۰ پوند، یعنی ماهی ۱۳۶ پوند انگلستان بیشتر می‌شود. در چنین شرایطی معمولاً وام خرید مسکن نیز برابربا ۸۵ درصد ارزش کلِ ملک است و به‌طور میانگین مبلغ اولیهٔ برای خرید مسکن نیز به همراه وامِ آن برابر با چیزی در حدود ۱۵۰ هزار پوند می‌گردد.